# Mambajao
Mambajao ist eine philippinische Stadtgemeinde in der Provinz Camiguin. Sie hat 38.735 Einwohner (Zensus 1. August 2015).
Mambajao ist Sitz der Provinzregierung der Provinz Camiguin.

## Baranggays
Mambajao ist administrativ in 15 Baranggays unterteilt:
- Agoho
- Anito
- Balbagon
- Baylao
- Benhaan
- Bug-ong
- Kuguita
- Magting
- Naasag
- Pandan
- Poblacion
- Soro-soro
- Tagdo
- Tupsan
- Yumbing